# Ancarano
Ancarano község (comune) Olaszország Abruzzo régiójában, Teramo megyében.

## Fekvése
A megye északkeleti részén fekszik. Határai: Ascoli Piceno, Colli del Tronto, Castel di Lama, Controguerra, Sant’Egidio alla Vibrata, Spinetoli és Torano Nuovo.

## Története
A település egy ókori, frankok által 793-ban elpusztított település helyén alakult ki a középkorban. Önálló községgé a 19. század elején vált, amikor a Nápolyi Királyságban felszámolták a feudalizmust.

## Népessége
A népesség számának alakulása:

## Főbb látnivalói
- Madonna della Misericordia-templom